# Острво Бротон
Острво Бротон се налази 14 км североисточно од Порт Стивенса у Новом Јужном Велсу, у Аустралији. Део је Националног парка Мјал језера.

## Историја
Археологија доказује да су народ Ворими насељавали острво макар 2000 година, али њихово име за острво није записано. Налазило се унутар територије Гараверигал.
Острво Бротон је од Европљана први открио Џејмс Кук 11. маја 1770, мислећи да је видео рт, па га је назвао Црни рт.Након што је откривено да је у питању острво, названо је Бротон, и тако се појављује на поморским мапама 1852. Провиденс залив се такође појављује на овим мапама по први пут.
Између 1905. и 1907. острво је коришћено за тестирање биолошке контроле над дивљим зечевима од стране пољског биолога Жана Даниса.

## Национални парк
Острво Бротон је део Националног парка Мјал језера од 1972. У новембру 2009, Национални парк и служба за дивље животиње су објавиле да на острву нема пацова и зечева.